# Antoni Łopaciński (kapelan)
Antoni Łopaciński (ur. 10 czerwca 1907 w Sierachowie koło Lucyna, zm. 4 stycznia 1991 na Łotwie) – polski ksiądz katolicki, dziekan 1 Armii Wojska Polskiego, pułkownik LWP.

## Życiorys
Studiował w seminarium duchownym w Rydze, święcenia kapłańskie przyjął 23 marca 1931. W czasie II wojny światowej został wcielony do Armii Czerwonej. Od 1 stycznia 1943 walczył na froncie w obronie Leningradu jako żołnierz 43 Gwardyjskiej Dywizji Strzeleckiej. Został ciężko ranny. W czasie pobytu w szpitalu napisał list do papieża Piusa XII, w którym poinformował go, że jako polski ksiądz w szeregach Armii Czerwonej walczy z faszyzmem. Następnie został skierowany do tworzonego ludowego Wojska Polskiego, w którym powierzono mu stanowisko kapelana 2 Dywizji Piechoty. Z dywizją przeszedł cały szlak bojowy zakończony bitwą o Berlin. Po zakończeniu wojny pracował jako proboszcz parafii w Bystrzycy Kłodzkiej (1946–1957), Uniegoszczu (1957), Leśnej (1957–1968) i parafii garnizonowej w Jeleniej Górze (1968–1974). W 1974 przeszedł w stan spoczynku. Jego wspomnienia dotyczące wojny zostały zamieszczone w książce wydanej w 1974 roku przez Wydawnictwo Caritas pt. Wspomnienia wojenne kapelanów wojskowych 1939–1945.

## Współpraca z UB/SB
W 1953 roku został zwerbowany do współpracy przez Wojewódzki Urząd Bezpieczeństwa Publicznego we Wrocławiu, przyjmując pseudonim „Jakub Wasilewski”. UB pozyskał duchownego na podstawie materiałów kompromitujących. Łopaciński utrzymywał ścisłe relacje z komunistycznym aparatem represji aż do lat 70. Próbował wykorzystywać relacje z oficerami prowadzącymi UB/SB do poprawy własnej sytuacji. Przez blisko 20 lat współpracy donosił na znane osoby archidiecezji wrocławskiej, m.in. Karola Milika, Kazimierza Lagosza czy Bolesława Kominka.

## Odznaczenia
- Krzyż Kawalerski Orderu Odrodzenia Polski (1969)[6]